# Abbaye de Charlieu
L’abbaye Saint-Fortuné de Charlieu est une ancienne abbaye bénédictine située sur la commune de Charlieu, dans le département français de la Loire.

## Histoire

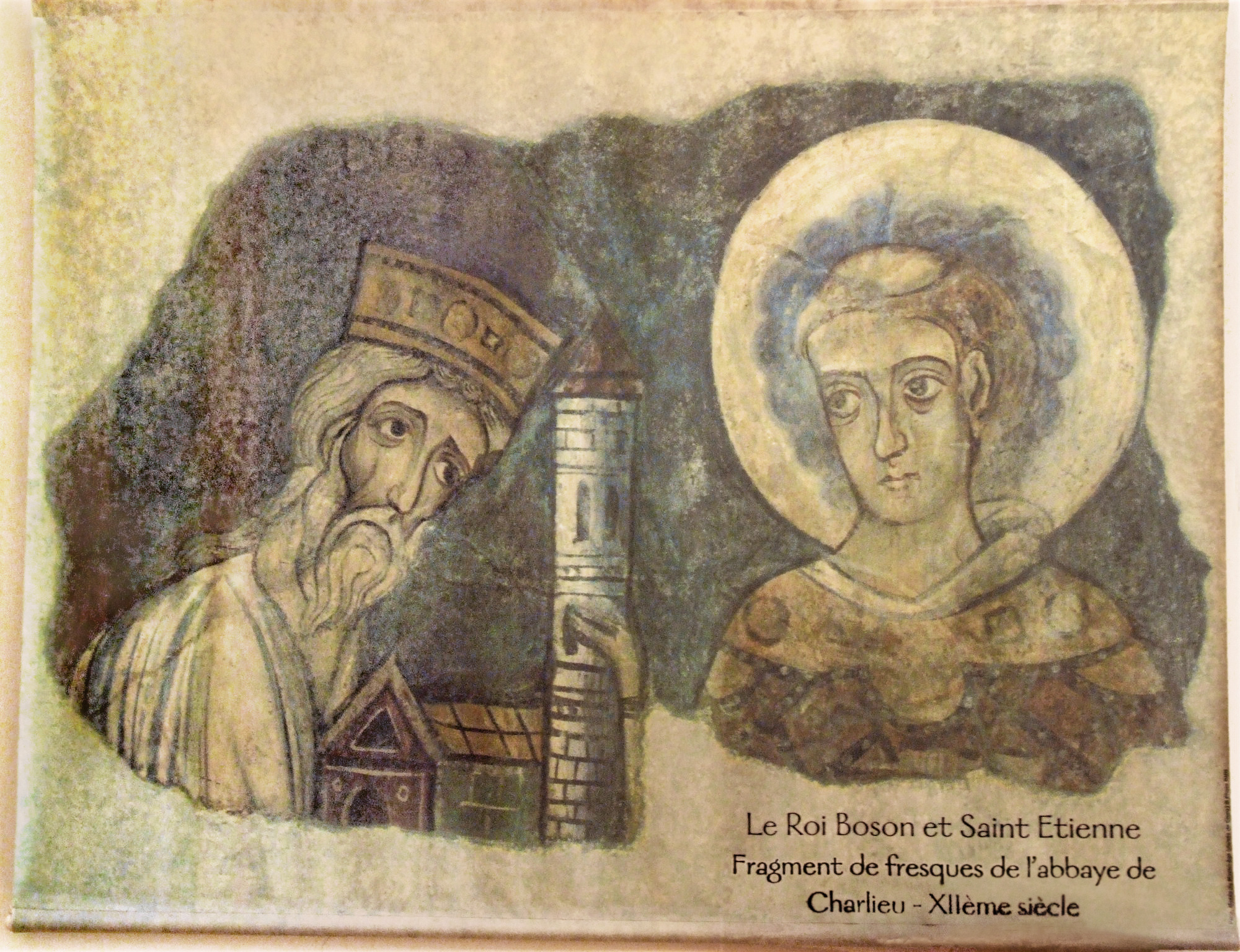
Le roi Boson et saint Étienne. Fragment de fresque de l'abbaye de Charlieu.

L'abbaye est fondée en 872 par le comte Boson, futur roi de Bourgogne cisjurane (en 879) et Ratbert, évêque de Valence en un lieu nommé Sornin que les moines rebaptisèrent Charlieu (carus locus). D'abord autonome, l'abbaye est ensuite rattachée à l'Ordre de Saint-Benoît (ou Ordre de Cluny) vers 930-940. Dès le Xe siècle, l'église abbatiale abrite des reliques de Saint Étienne et de Saint-Fortuné ; elle est agrandie afin de permettre aux pèlerins de circuler autour des reliques.
On peut supposer une baisse du nombre de moines au cours du siècle suivant, car l'église du IXe siècle tombe ensuite en ruines et doit être reconstruite au XIe siècle. De plus, l'abbaye devient un prieuré en 1040.
Le prieuré ne compte plus que six moines à la veille de la Révolution française. Comme de nombreux monastères, il est alors sécularisé et vendu en biens nationaux et la plus grande partie de l'église est détruite : seul subsiste encore l'avant nef ou narthex.
L'abbaye bénéficie de multiples classements au titre des monuments historiques : liste de 1846 (fresques), liste de 1862 (abbaye), le 11 juin 1885 (La tour de la prison ou tour Philippe-Auguste), liste de 1889 (Ancienne maison abbatiale), le 14 mars 1928 (Substructions des anciennes églises Saint-Fortunat), le 2 septembre 2004 (Tour dite "de la Gendarmerie").

## Description

### Église abbatiale Saint-Fortuné
L'église fut consacrée en 1094. Il n'en demeure que le premier niveau du narthex, à ouest, et les piliers de la première travée. Le reste de l'église a été démoli en 1800.
Elle a été fouillée en 1927 par les Amis des arts de Charlieu, et de nouveau de 1938 à 1957 par Elisabeth Read Sunderland,.

#### Sculptures romanes
Les tympans de l’église prieurale Saint-Fortuné de Charlieu sont tous trois remarquables à plusieurs titres. Ceux des portails nord, bien qu’altérés par la suppression des têtes des personnages, sont d’une remarquable qualité artistique, pour laquelle la grâce et la force tourbillonnante du mouvement des scènes de personnages le disputent au caractère éminemment décoratif de la multitude de motifs géométriques ou végétaux.

#### Portail de la façade ouest

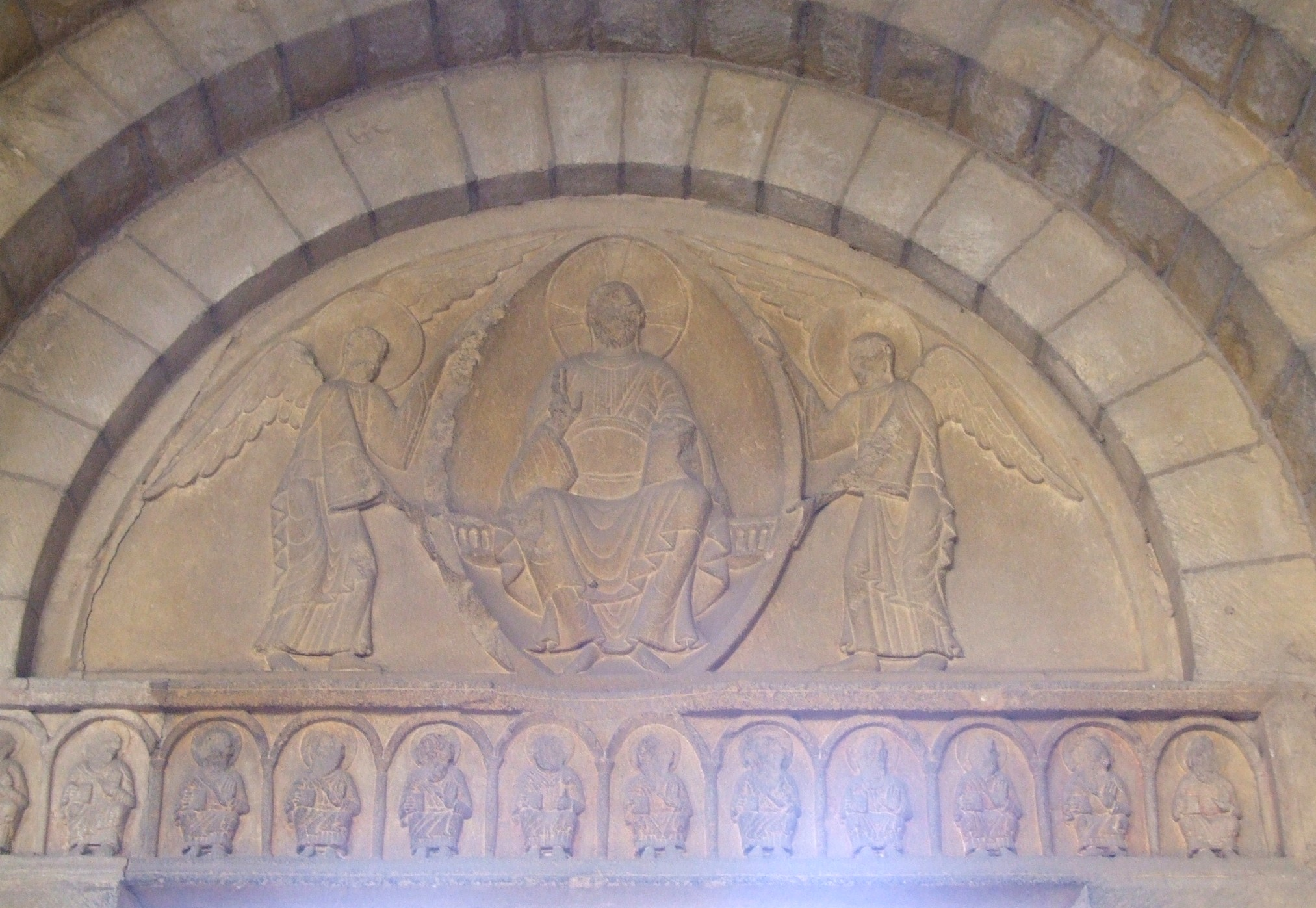
Tympan du portail Ouest.

C’est l’un des plus anciens tympans de l’époque romane sculptés intégralement. Il date des environs de 1100. Sa sobriété lui confère des lignes d’une surprenante modernité dans leur harmonie avec la courbe en demi-cercle. Celle-ci délimite la forme de la pierre dans laquelle la sculpture se développe en cuvette : le sculpteur  a ménagé un renflement sur le pourtour du tympan, qui forme cadre.
Le tympan figure un Christ dans une mandorle, porté par deux anges – figure qui sera fréquemment reprise dans les portails bourguignons. Les anges semblent au sol. Le linteau en très bas relief est orné des douze apôtres, assis sous des arcs en plein cintre. Ils tiennent un livre sur leur genou droit et lèvent la main gauche, en signe d’acclamation. Tout cela réfère à la parousie : le retour glorieux du Christ à la fin des temps.

#### Portails de la façade nord
Les portails du deuxième quart du XIIe siècle sont reliés par leur thématique : alors que l’archivolte du portail principal est surmontée d’un gracieux et réaliste agneau de l’Apocalypse, le linteau du petit portail représente les sacrifices d’animaux pratiqués sous la loi judaïque. Charlieu étant une abbaye clunisienne, c’est une interprétation de Pierre le Vénérable, qui fut abbé de Cluny, qu’il faudrait voir illustrée ici ; dans son traité contre Pierre de Bruys, il précise : « le bœuf, le veau, le bélier, la chèvre, arrosaient de leur sang les autels des juifs ; seul l’agneau de Dieu, qui efface les péchés du monde, repose sur l’autel des chrétiens. » Voilà le lien entre l’agneau et le bétail au sacrifice. L’exégète explique plus loin que le Christ, en changeant l’eau en vin aux noces de Cana, a voulu figurer l’eucharistie et le sacrement de l’autel. Ce sont justement les noces de Cana qui sont représentées au-dessus de ce linteau.

##### Grand portail

###### Tympan

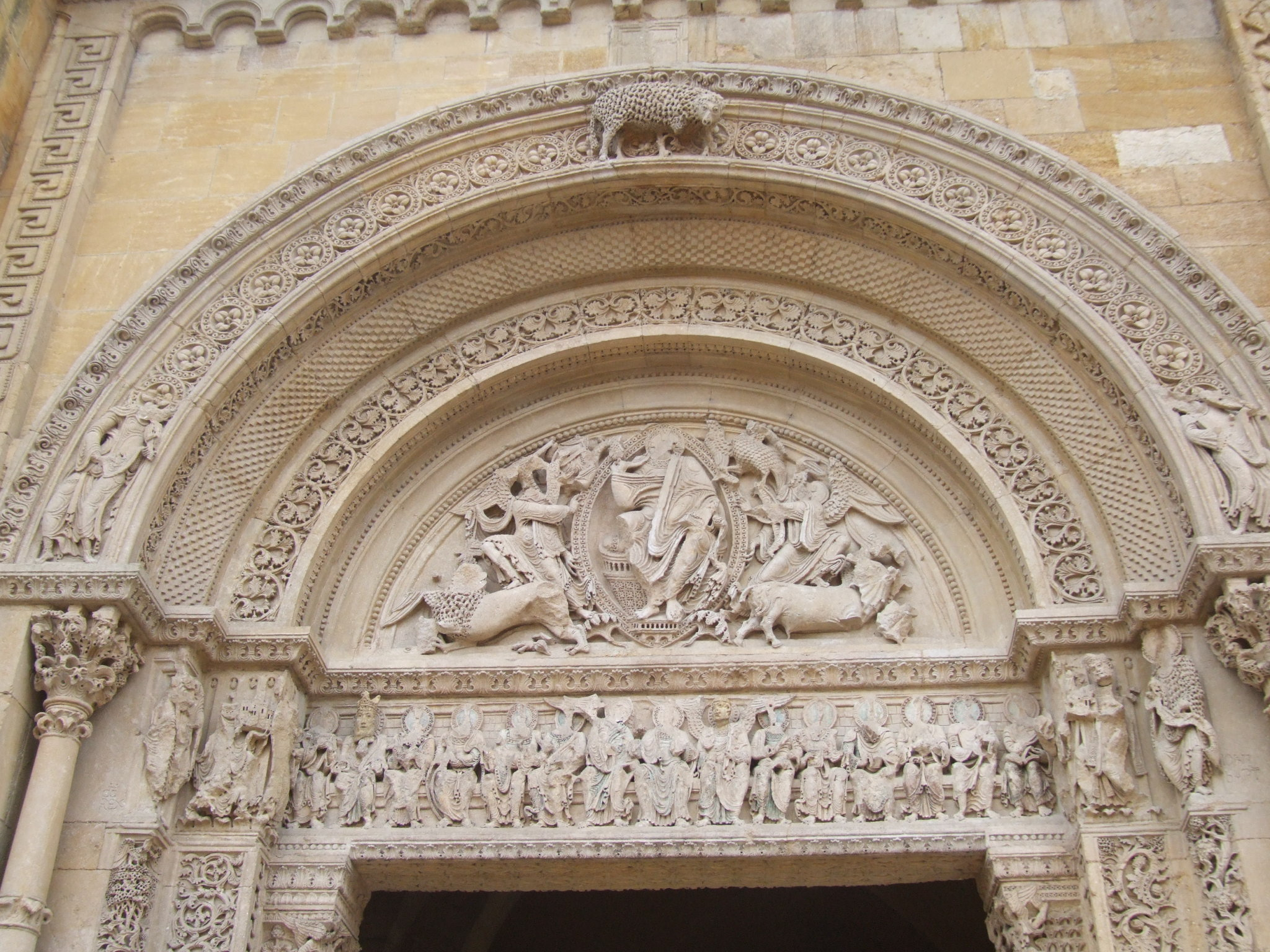
Tympan du grand portail Nord.

Le Christ en gloire dans une mandorle est entouré des « quatre vivants » de l’Apocalypse de Jean : le tétramorphe, identifié dès le IIe siècle aux quatre évangélistes. L’aigle, symbole de Jean, porte un rouleau dont le texte peut être reconstitué :
- « Sanctus Johannes : seraphin stabant », qui semble faire allusion à la vision d’Isaïe quand Dieu lui apparaît (Is 6, 2-3, séraphins présentés plus loin sous la forme de dragons volants).
- L’homme, qui représente Matthieu, à gauche du Christ, est accompagné de l’inscription : « Sanctus Mattheus Cherub… », les chérubins font partie de la vision apocalyptique d’Ézéchiel (1, 5-25).
- En bas à gauche est le lion, saint Marc.
- Enfin saint Luc est le taureau.

Ces quatre vivants de l’Apocalypse étaient donc déjà les chérubins d’Ézéchiel, mentionnés sur ce tympan, et que le texte biblique décrit ainsi : « ils avaient une face d’homme, et tous les quatre avaient une face de lion à droite, et tous les quatre avaient une face de taureau à gauche, et tous les quatre avaient une face d’aigle. Leurs ailes étaient déployées vers le haut » (Ez 1, 10-11).
« Ainsi le tympan évoque les trois plus importantes visions apocalyptiques de la bible dans une seule image donnant une idée essentielle de la foi chrétienne médiévale »  : la vision d'Isaïe, celle d'Ézéchiel, auxquelles réfèrent respectivement les séraphins et les chérubins rappelés par les inscriptions, et celle de saint Jean.

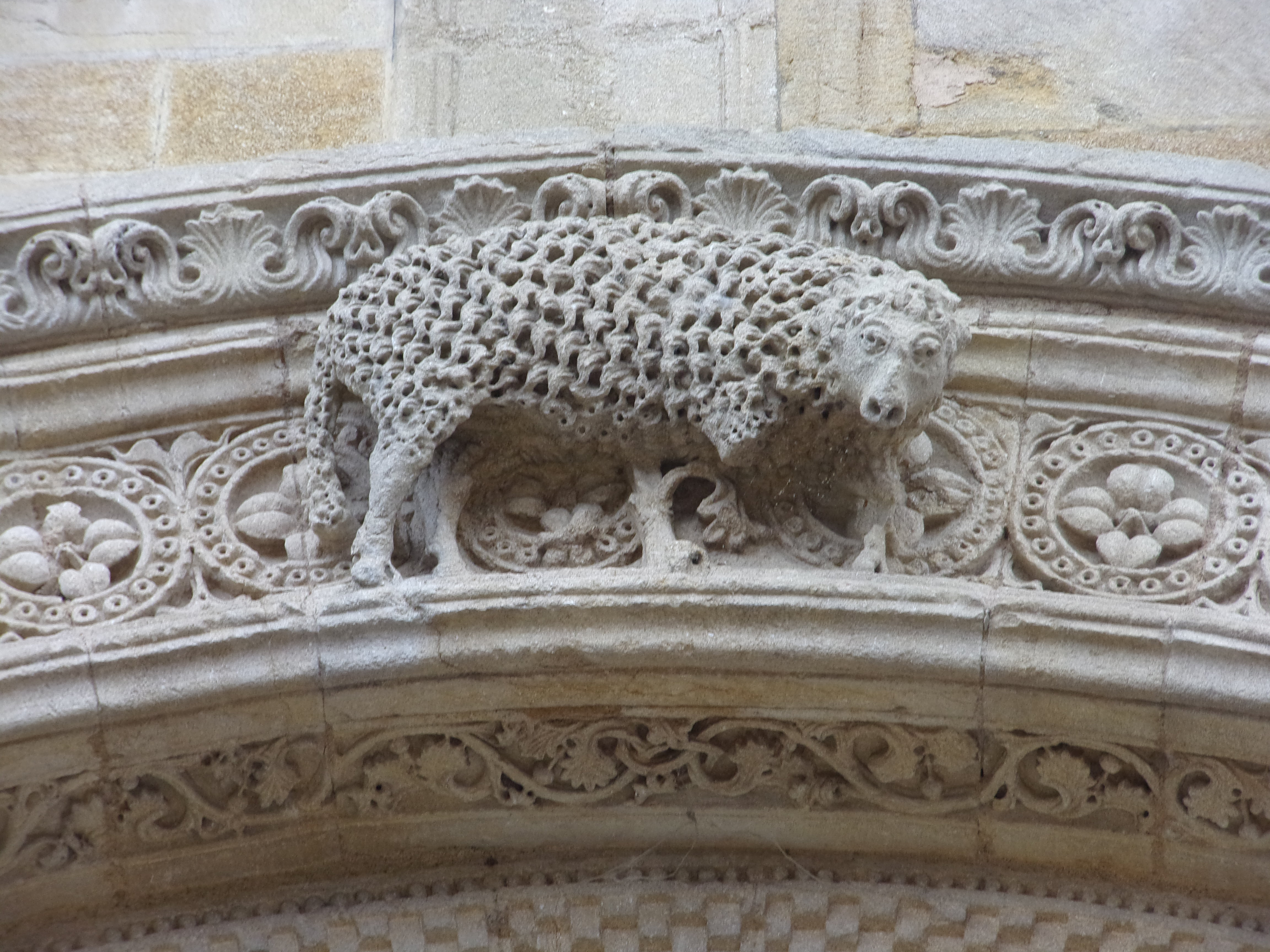
Agneau de l'Apocalypse en haut du tympan du grand portail.

De chaque côté de l’archivolte supérieur, les vieillards de l’apocalypse de saint Jean dansent et jouent du vièle, les 24 rosettes symbolisent leur nombre exact, l’agneau de l’apocalypse couronne la composition.
La végétation, abondante dans les frises, joue un rôle important. À la base de la mandorle, elle revêt un sens symbolique : le Christ est le fruit ou la fleur de cette mystérieuse branche qui s’ouvre de part et d’autre de l’amande : il pourrait s’agir de l’arbre de vie. Ce végétal est dans la vision de saint Jean un symbole rédempteur et sotériologique : « heureux ceux qui lavent leur robe afin d’avoir droit à l’arbre de vie et d’entrer par les portes de la ville… »
La vision d’Ézéchiel contient aussi une référence aux arbres miraculeux dont les feuilles ont un pouvoir curatif. Cet arbre, dans la pensée médiévale, est inséparable de la croix (l’arbre croix). Le pied avant droit de l’agneau, qui porte habituellement la croix ou la flamme, repose sur un point qui semblerait être le départ d’un petit arbre, d’une branche ou d’un arbuste naissant de l’archivolte : l’agneau en serait, là encore, le fruit.
Ainsi, le tympan de Charlieu semblerait associer des éléments des derniers chapitres de l’apocalypse (l’arbre de vie du paradis) et des premiers chapitres qui donnent la vision des vieillards et des quatre bêtes. On retrouve cette association peu fréquente dans un narthex du XIe siècle, à San Pietro al Monte à Civate. Au-dessus de l’agneau, un petit panneau encadré a contenu une croix (XVIIIe siècle).

###### Linteau
Les douze apôtres, comme annoncé pour le Jugement (Mt 19, 28), sont assis devant une surface où sont tracés les empilements des pierres d’un mur, qui peut symboliser le mur de Jérusalem, les douze apôtres marquant les douze portes de la cité sainte, en un thème populaire dans les monuments du troisième quart du XIIe siècle. Les trois figures au centre sont la vierge et deux anges. Le mur en arrière-plan des apôtres ne se retrouve pas autour de ces trois images. Ici placée, la vierge figure comme un intercesseur.

###### Encadrement du porche
Des motifs géométriques et végétaux d’inspiration orientale : grecques, festons et rubans plissés, comme au portail nord de Paray-le-Monial. Sur les pieds-droits (piliers latéraux) et les voussures (encadrement en demi-cercle dont l’ensemble forme l’archivolte) : rinceaux variés, fleurette, damiers, palmettes, rubans plissés, arcs, grecques.
Aux impostes des piédroits : le roi David, à gauche, et Boson, roi de Bourgogne et de Provence, qui porte l’abbaye, dont il aurait été un bienfaiteur. À droite, Jean-Baptiste, vêtu d’une peau de bête, et l’évêque Ratbert, fondateur de l’abbaye. Au montant gauche de la porte sous le linteau : la luxure, femme enlacée d’un serpent et dont le sein est dévoré par un crapaud.

##### Petit portail

###### Tympan

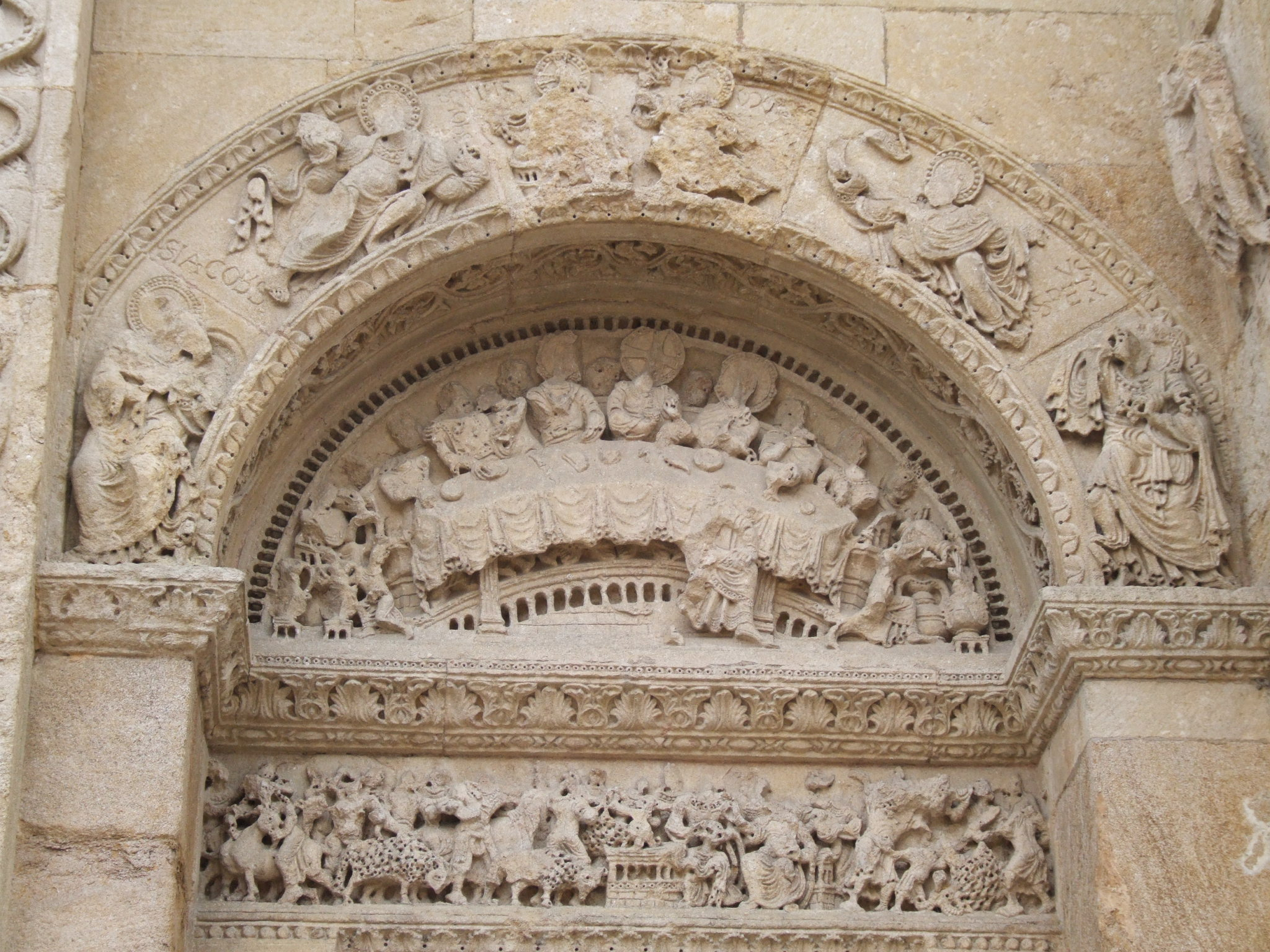
Tympan du petit portail.

Les noces de Cana, donc, le premier miracle du Christ. On y devine le Christ entre la Vierge et un disciple, leurs têtes ôtées à la Révolution prenaient place au centre de nimbes de grande taille.

###### Archivolte
Elle porte les six personnages de la Transfiguration, présentée par les trois évangiles synoptiques : de droite à gauche, saint Pierre, le prophète Élie, Moïse, le Christ (IHS), saint Jean et saint Jacques. Cette scène est une nouveauté dans les programmes de façades des années 1140-1150.

###### Sous le linteau
Trois personnages au chapiteau de droite : le Christ en chasuble offrant le saint sacrifice, assisté par saint Pierre et saint Paul dans la Jérusalem céleste.

##### Une grande qualité artistique, de la composition aux détails
L’artiste qui a sculpté ces portails n’a pas craint dans le grand tympan les courbes aiguës des manteaux. Le triangle et l’ovale dominent la composition, en créant des lignes de force. Cependant, au mouvement et à l’énergie sont associés la délicatesse et la légèreté par l’usage abondant des petits évidements, dans le pelage frisé du mouton ou dans la dentelle des frises, jusque dans le recours aux trous ronds, encore utilisés pour mettre en valeur le mouvement circulaire des étoffes à l’extrémité des plis (par exemple à la nappe des noces de Cana) ou encore ceux, minuscules, percés au trépan, entre les orteils.

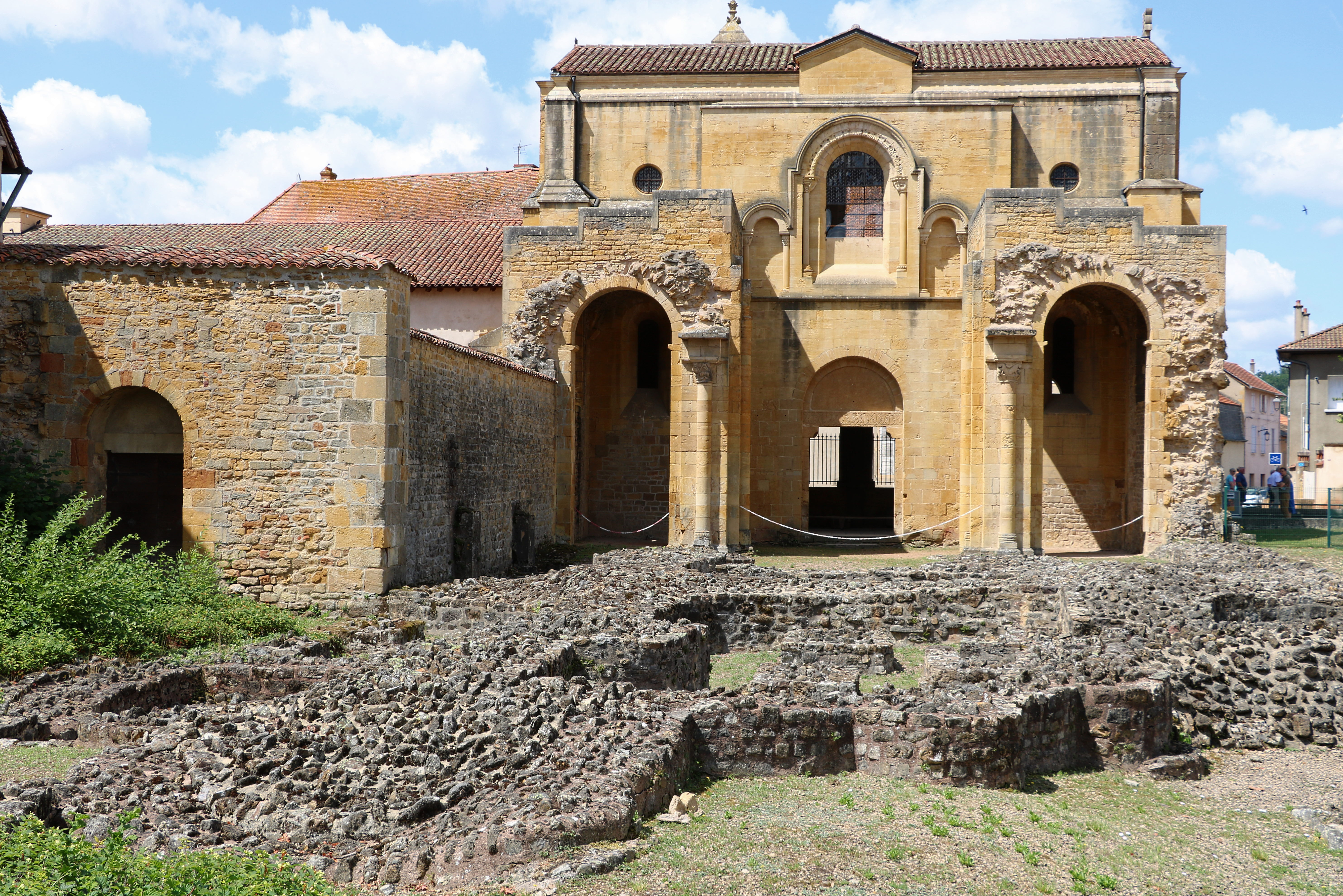
Narthex avec son étage.
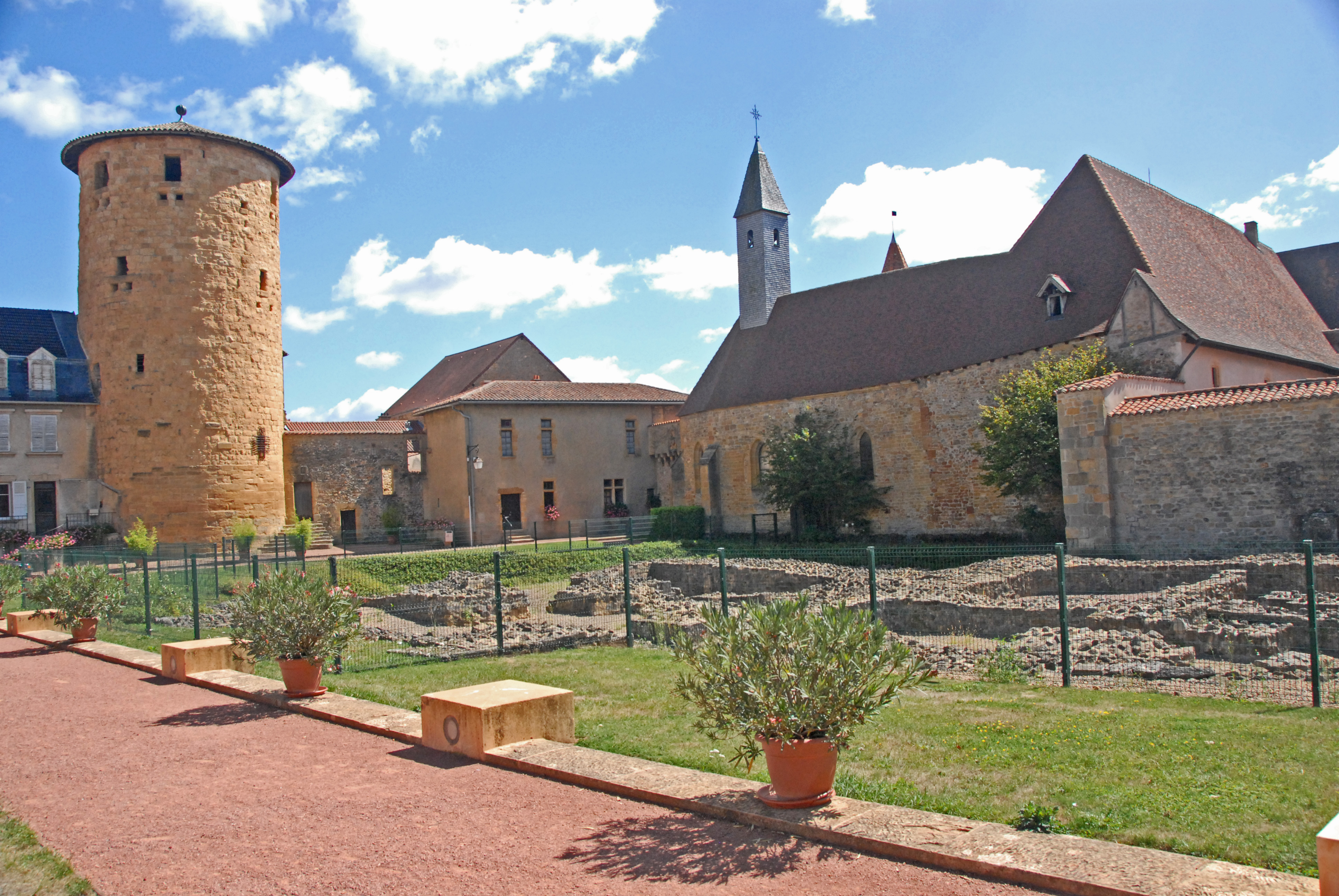
Vestiges de l'église et tour Philippe Auguste.

### Cloître

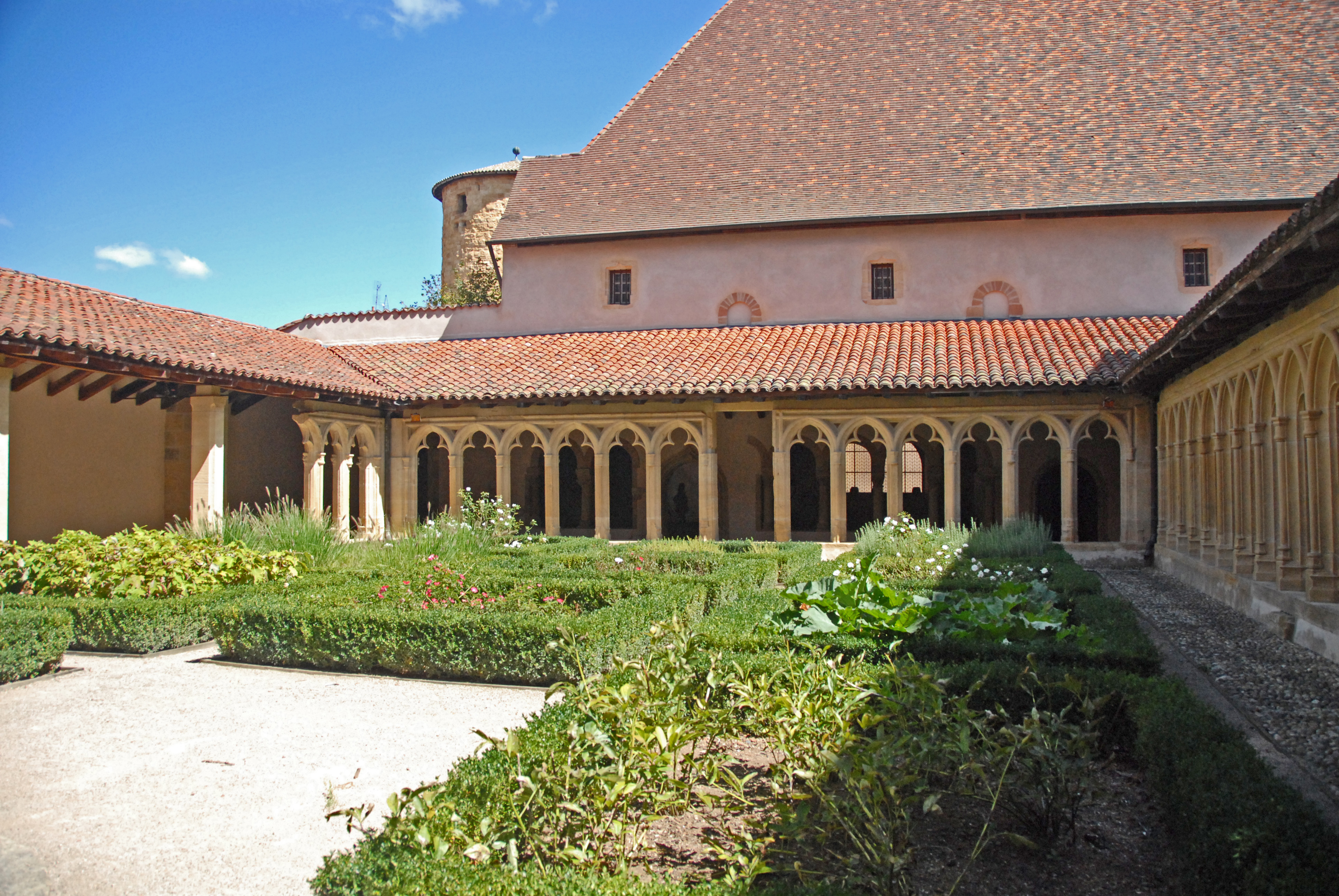
Cloître.
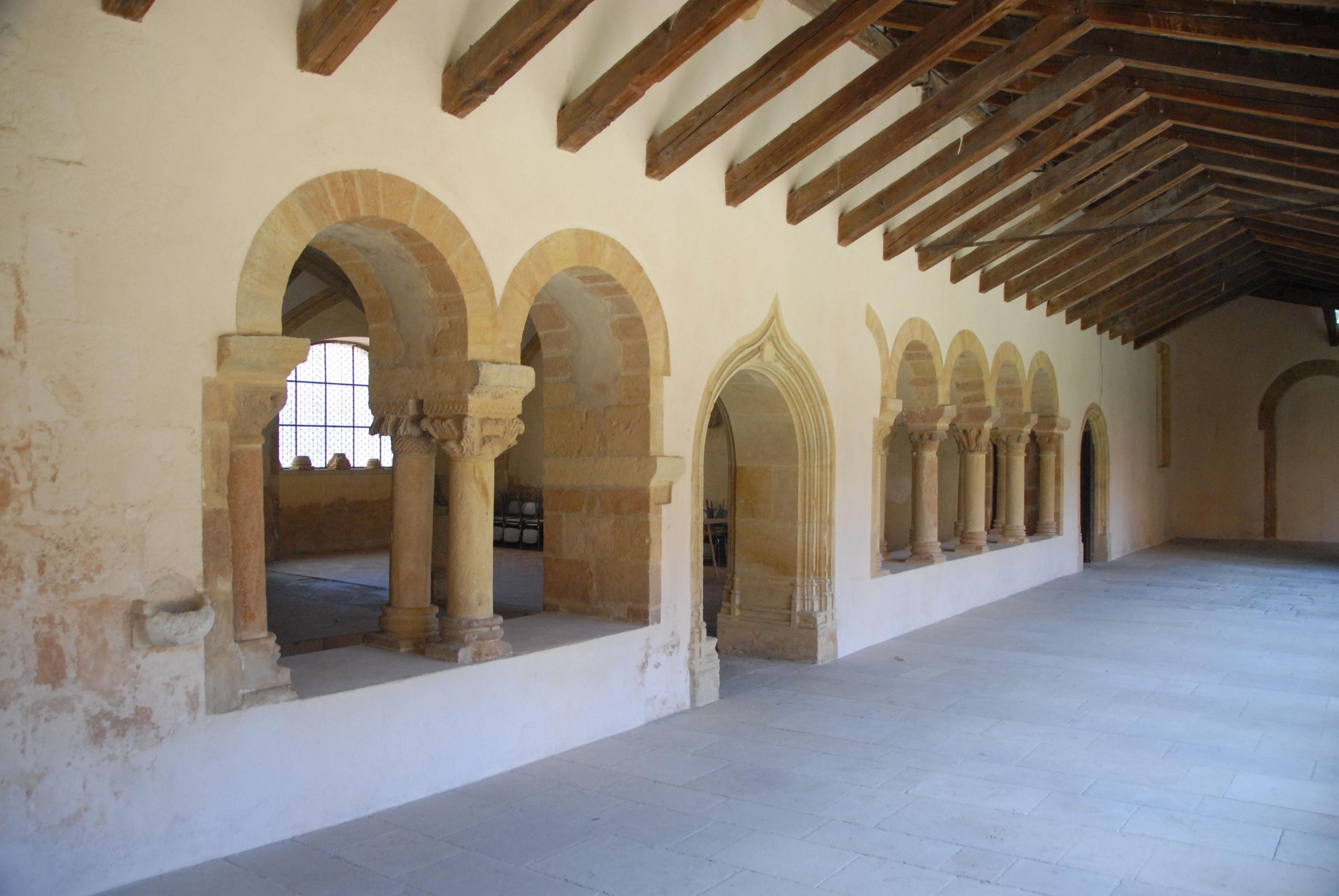
Galerie est du cloître.

### Réfectoire
Le réfectoire s'ouvrait sur la galerie sud du cloître. Abandonné, devenu propriété privée, il a été démoli. En janvier 1844, Prosper Mérimée a signalé à la Commission des monuments historiques la présence de peintures romanes dans le réfectoire. Le peintre Alexandre Denuelle a été envoyé pour en faire une copie et des vestiges son déposées au Musée de Cluny. Au cours de la démolition du réfectoire, on a déposé le bas-relief de l'Annonciation provenant de la chaire du lecteur. Il a d'abord été replacé dans la chapelle des Ursulines avant d'être récemment déposé.

### Logis du prieur

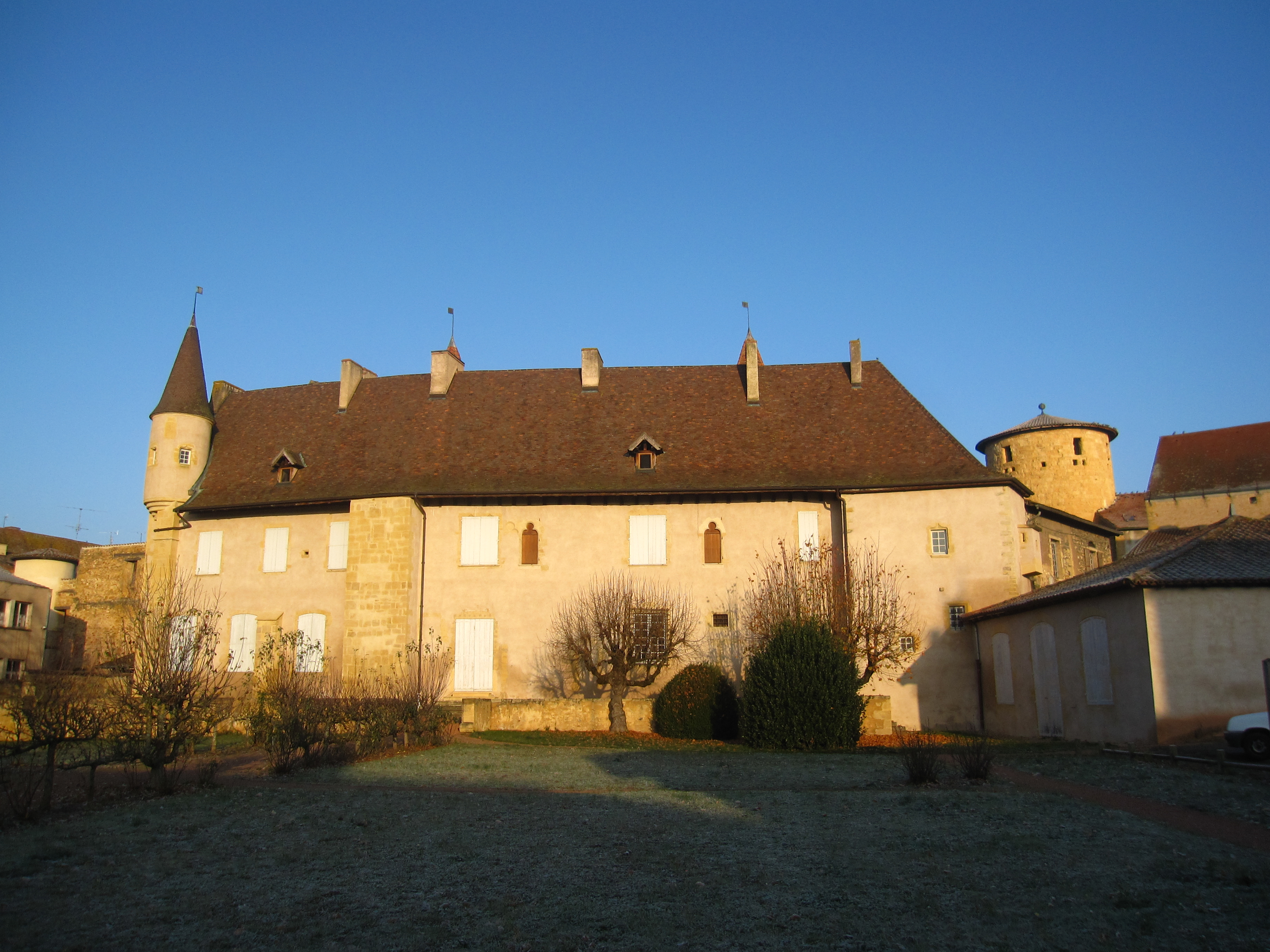
Le logis du prieur, côté jardin (sud).

Dès le XVe siècle, comme à Cluny, le prieur vivait dans un hôtel particulier adjacent. Les travaux de construction du logis du prieur de Charlieu furent entrepris par Antoine Geoffroy, prieur commendataire de 1487 à 1498 et poursuivis par Jean de la Magdelaine, prieur de 1509 à 1527, dont les armoiries se trouvent sur la porte d’entrée. Le bâtiment semble avoir été terminé en 1514.
Le logis a pris la place de bâtiments préexistants, dont une possible l’infirmerie. La grande tour carrée encastrée peut avoir fait partie des fortifications du monastère du Xe siècle.
Au cours du XVIIIe siècle, la chambre du prieur (ou chambre de l’évêque, car plusieurs prieurs furent évêques d'Autun), au rez-de-chaussée, est embellie par de belles boiseries dans le style Louis XV.
Après le départ des moines, lors de la vente des biens nationaux, le logis du prieur est adjugé pour le prix de 11 500 livres. Quelques années plus tard, l’ensemble du bâtiment est donné au Grand Séminaire de Lyon pour implanter à Charlieu un petit séminaire, puis pour y loger les prêtres de la paroisse. Le 23 juillet 1839 le Grand Séminaire de Lyon ne pouvant plus supporter les charges d’entretien du logis du prieur, le mit en vente en adjudication. Il fut acheté par un industriel charliendin.
En 1824, le curé Terrel et le maire Jean Marie Guinault demandent à la congrégation des frères maristes, récemment fondée par Marcellin Champagnat, d’ouvrir une école de garçons à Charlieu. Avant de pouvoir disposer de l’ancien couvent des Capucins (actuel lycée Jérémie de la Rue), les frères ouvrent une première école dans les locaux du logis du prieur. Le 23 décembre 1850, la propriété est vendue à la « fabrique » de la paroisse de Charlieu. L’autre presbytère est vendu aux enchères publiques. Le bâtiment est classé en 1889.
Lors des lois de séparation de 1905, la propriété est remise par la direction générale des domaines à l’hôpital hospice de Charlieu. Le bâtiment demeure le logement des prêtres de la paroisse de Charlieu.

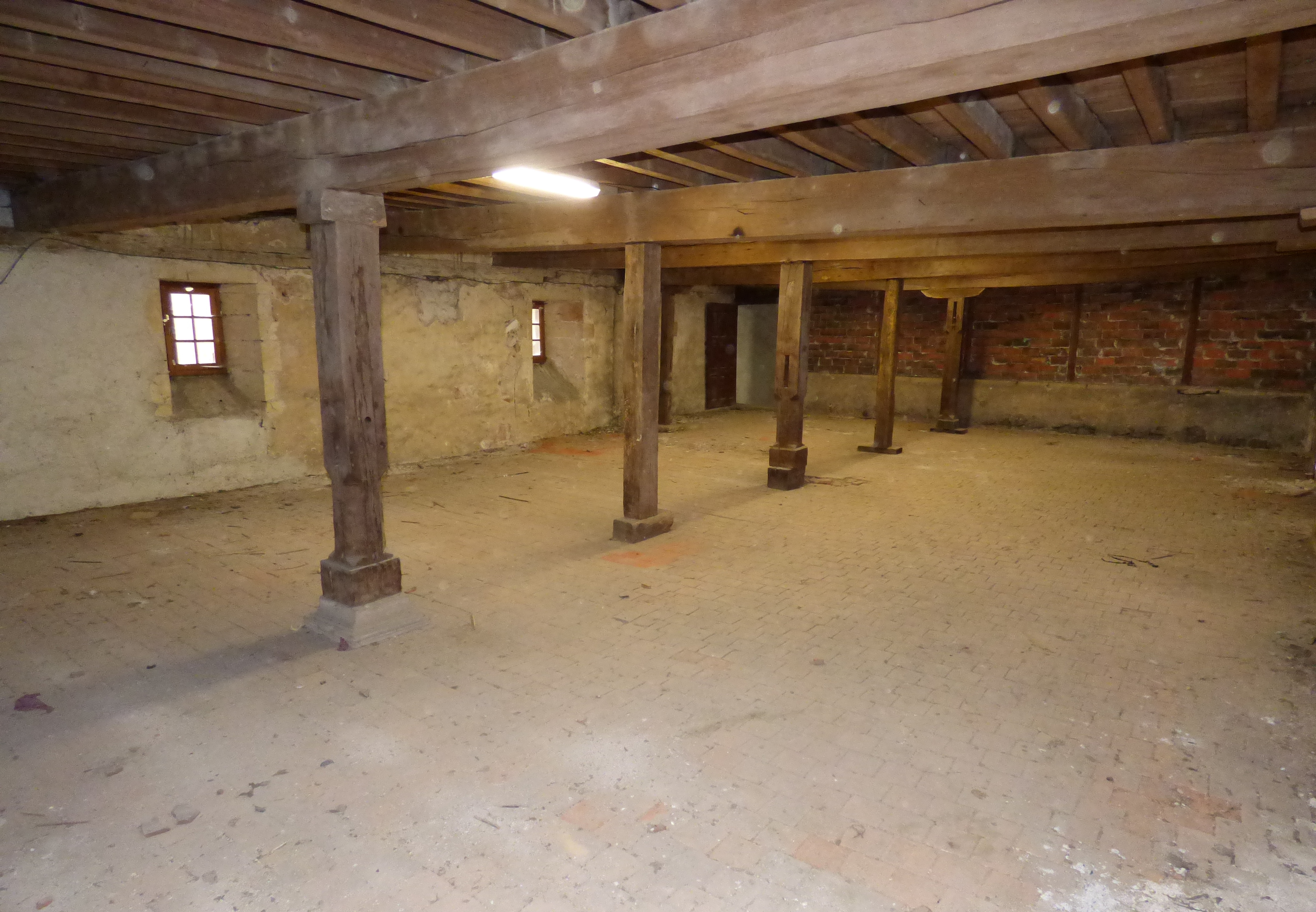
Le dortoir des moines, au-dessus de la salle capitulaire.

Outre le bâtiment principal, la paroisse dispose de locaux annexes, dont la « salle du cercle », le dortoir des moines (servant de grenier), le parloir et la cave dans l’aile ouest, les anciennes écuries à l’est. La chapelle du prieur est ouverte à la visite. Des travaux y sont effectués par les monuments historiques en 1922 et le carrelage reconstitué en 1935-1936. Les grandes toitures de l’aile sud sont refaites en 1962.
En 1969, le Groupe de Recherches Archéologiques de Charlieu s'installe dans l’ancien dortoir des moines : il y crée une salle d’exposition, une bibliothèque et un dépôt de fouilles. En 1971, le parloir est mis à la disposition des Amis des Arts, qui y installent des collections lapidaires.
Les toitures de l’aile ouest et de la chapelle du prieur nécessitant de très gros travaux, la commission administrative de l’hôpital négocie avec le département la reprise, pour le franc symbolique, de l’ensemble de ces bâtiments, effective en 1977. La Société des Amis des Arts récupère la cave du presbytère attenante au parloir, qu'elle transforme en musée d’art religieux en 1984. Les grands travaux de réfection des toitures de l’aile ouest et de la chapelle du prieur sont réalisés, en plusieurs tranches, sur une longue période entre 1975 et 1993. En juin 1993, les prêtres de la paroisse quittent le logis du Prieur.
La façade sud du logis et ses huisseries sont entièrement réhabilitées en 2007-2008.